# Chu X-PO
Die Chu X-PO war ein Jagdflugzeug des chinesischen Herstellers AFAMF.

## Geschichte
Die in China eingesetzten Doppeldecker Curtiss Model 68 Hawk III waren im Jahr 1937 veraltet, es sollte nach einem Nachfolger gesucht werden. Nach langen Verhandlungen mit Curtiss und dem Kauf von zwei Vorführmaschinen Hawk 75H entschied man sich für die Bestellung von 30 Maschinen Hawk 75M. Diese wurden zwischen Mai und August 1938 ausgeliefert.
Ein geplanter Lizenzbau bei CAMCO in Loi-wing kam nicht zustande, da man sich mittlerweile für die leistungsfähigere Hawk 75A-5 interessierte. Diese besaß nun ein Einziehfahrwerk. Circa 40 Maschinen wurden bei CAMCO montiert.
1941 zeigte sich die Hawk 75 den japanischen Jägern völlig unterlegen. Außerdem zeigten die USA kein Interesse bei der Unterstützung Chinas gegen Japan. Generalmajor Zhu Jiaren, der Leiter des technischen Konstruktionsbüros der chinesischen Luftwaffe, begann daher beim Flugzeugwerk AFAMF mit dem Entwurf eines eigenen Jagdflugzeuges.
Erst Anfang 1943 wurde der Prototyp in Yangling fertiggestellt. Der Serienbau sollte dann bei AFAMF No.1 in Kunming stattfinden. Nach dem erfolgreichen Erstflug in Yangling landete der Pilot die Maschine zu schnell und diese wurde so beschädigt, dass sie abgeschrieben werden musste. Durch den Kriegseintritt der USA gegen Japan hatten die USA größeres Interesse, in China japanische Kräfte zu binden und die USA lieferten Curtiss P-40 an China. Die Weiterarbeit an der X-PO wurde daher eingestellt.

## Konstruktion
Die Konstruktion ähnelte sehr stark der Hawk 75A. Der Eindecker hatte ein einziehbares Heckradfahrwerk und eine geschlossene Kabine. Es sollten so viel wie möglich einheimische und damit verfügbare Rohstoffe verwendet werden. Daher entschied man sich für eine Gemischtbauweise. Der Flügel bestand aus Holz, wurde von drei Holmen getragen. Das Leitwerk bestand aus Holz. Der Rumpf war eine Stahlrohrkonstruktion. Die Beplankung bestand komplett aus Sperrholz, während die Ruderflächen mit Stoff bespannt waren.
Als Triebwerk sah man den 1200 PS starken 14-Zylinder-Doppelsternmotor Pratt & Whitney R-1830-S1C3-G Twin Wasp vor.
Die X-PO sollte mit vier 20 mm Hispano-Suiza Maschinenkanonen in Unterflügelverkleidungen bewaffnet werden. Zur Verwendung als Sturzkampfbomber wurde ein Bombenträger unter dem Rumpf vorgesehen. Die Bewaffnung wurde allerdings nie eingebaut.

## Technische Daten
| Kenngröße             | Daten                                                                   |
| --------------------- | ----------------------------------------------------------------------- |
| Besatzung             | 1                                                                       |
| Länge                 | 8,80 m                                                                  |
| Spannweite            | 11,40 m                                                                 |
| Höhe                  | 3,70 m                                                                  |
| Flügelfläche          | 22,0 m²                                                                 |
| Flügelstreckung       | 5,91                                                                    |
| Startmasse            | 2815 kg bis 2990 kg                                                     |
| Reisegeschwindigkeit  | 450 km/h                                                                |
| Höchstgeschwindigkeit | 486 km/h in Bodennähe, 450 km/h in 4000 m Höhe, 504 km/h in 5000 m Höhe |
| Dienstgipfelhöhe      | 9850 m                                                                  |
| Reichweite            | 920 km, maximal 1400 km                                                 |
| Triebwerk             | ein Pratt & Whitney R-1830-S1C3-G Twin Wasp, 1.200 PS (883 kW)          |